# باشگاه فوتبال ایلون تایگر
باشگاه فوتبال ایلون تایگر یک باشگاه فوتبال حرفه‌ای از سایپان، جزایر ماریانای شمالی است که در حال حاضر در لیگ فوتبال ماریاناس۱، لیگ برتر کشور، رقابت می‌کند. باشگاه فوتبال ایلون تایگر سابقه قهرمانی در لیگ کشور خود را دارد

## مسابقه‌های بین‌المللی
تمامی تورنمنت‌های بین‌المللی که باشگاه فوتبال ایلون تایگر در آن حضور داشته‌اند
| سال     | رقابت                   | مرحله          | باشگاه      | میزبان | مهمان | جمع کل |
| ------- | ----------------------- | -------------- | ----------- | ------ | ----- | ------ |
| ۲۰۲۳    | قهرمانی باشگاه ماریاناس | گوآم           | وینگز اف سی | ۲–۱    | —     | ۲–۱    |
| ۲۰۲۴–۲۵ | چلنج لیگ آسیا           | پلی آف مقدماتی |             |        |       |        |

## افتخارات

### لیگ فوتبال ماریاناس ۱
برندگان: بهار ۲۰۲۲، بهار ۲۰۲۳

### قهرمانی باشگاه ماریاناس
برندگان: ۲۰۲۳